# La Sorcière de la nuit rendant visite aux sorcières de Laponie
La Sorcière de la nuit rendant visite aux sorcières de Laponie – ou en anglais The Night-Hag Visiting Lapland Witches – est un tableau réalisé par le peintre suisse Johann Heinrich Füssli en 1796. Cette peinture à l'huile sur toile est une nocturne qui représente l'arrivée par les airs d'une sorcière à un sabbat lapon dont les autres participantes s'apprêtent déjà à poignarder un nouveau-né, nu au premier plan. Illustration d'un passage du Paradis perdu de John Milton consacré au péché, l'œuvre est conservée au Metropolitan Museum of Art, à New York, après avoir été acquise aux enchères en 1980.